# Средногорие (тектонска зона)
Вижте пояснителната страница за други значения на Средногорие.
Средногорие или Средногорска тектонска зона в геологията е морфотектонска структурна зона в източната част на Балканския полуостров и Северен Анадол. То е една от трите части от Балканидната тектонска система.
На запад достига до областта Банат в Румъния, а на изток - до северните части на Босфора, където се свързва с Понтийските планини. На север и на юг от него са съответно Старопланинската тектонска зона и Родопския масив, а на югозапад - Дарданският масив. Разделя се на четири части:
- Тимошко-Пиротско Средногорие, наречено на река Тимок и град Пирот, и разположено върху Краищидния линеамент между Мизийската плоча и Дарданския масив. Представлява система от ровове с отложени през късната креда андезитни и плутонични скали;
- Западно Средногорие, обхващащо Забъргето, Мала планина, планинската верига Вискяр-Люлин-Витоша-Плана-Лозенска планина и Софийската котловина;
- Централно Средногорие, включващо Средногорския антиклинорий, Горнотракийската низина, Панагюрската и Старозагорската ивици. Маришката разломна система го отделя на юг от Родопския масив;
- Източно Средногорие, включващо Бургаския синклинорий и Странджанския антиклинорий. Разположено е на изток от Твърдишката линия.

По протежение на големите тектонски разломи от натрупване на материал през неогена и кватернера са се образували грабени:
- Задбалкански разлом: Пирдопски грабен, Карловски грабен, Шейновски грабен, Казанлъшки грабен, Гурково-Твърдишки грабен, Стралджански грабен;
- Маришки разломен сноп: Ихтимански грабен, Костенецки грабен.

Като следствие от тектоничните промени в Средногорието се образуват Средногорската и Странджанската металогенни зони, част от по-голямата Апусени-Банат-Тимок-Средногорска металогенна зона.